# Sulak Sivaraksa
Sulak Sivaraksa (en tailandés: สุลักษณ์ ศิวรักษ์) (27 de marzo de 1933). Activista tailandés, fundador y director de la organización no gubernamental Sathirakoses-Nagapradeepa Foundation y del SEM (Spirit in Education Movement). Fue cofundador en la década de 1980 de la Red Internacional de Budistas Comprometidos (INEB, International Network of Engaged Buddhists), en la que se integraron el dalái lama, el activista pacifista vietnamita Thich Nhat Hanh y el patriarca budista camboyano Prea Mojá Ghosananda. Se dio a conocer en Europa y Estados Unidos con ocasión de recibir el Premio Right Livelihood (Premio Nobel Alternativo) en 1995. Recibió el premio de la UNPO (Organización de Naciones y Pueblos No Representados) en 1998 y el 'Millennium Gandhi Award' de India en 2001.
Se formó en la Universidad de Gales Lampeter y en Londres. Cuando regresó a su país se convirtió en un activista y editor dedicado fundamentalmente a la búsqueda de alternativas sociales y económicas de desarrollo. Durante su forzado exilio en 1976, tras el golpe de Estado en Tailandia, impartió conferencias en distintas universidades de Estados Unidos, Canadá y Europa. Estos contactos le permitieron evitar la pena por el delito de lesa majestad por el que fue condenado en 1984 por sus críticas al rey de Tailandia. Fue detenido nuevamente en 1991 por una conferencia crítica sobre la represión en la democracia tailandesa en la Universidad de Thammasat, debiendo exiliarse de nuevo. Durante el gobierno de Thaksin Shinawatra fue muy crítico con él lanzando diversas acusaciones sobre su comportamiento público y privado.

## Obras
- Buddhist Perception for Desirable Societies in the Future. (Papers prepared for the United Nations University). 1993
- A Buddhist Vision for Renewing Society (Collected articles by a concerned Thai intellectual). Thai Watana Panich Co. Ltd., Bangkok 1981, ISBN 974-07-5095-8.
- Loyalty Demands Dissent (Autobiography of a Socially Engaged Buddhist). ISBN 1-888375-10-8.
- Religion and Development. 1987
- Seeds of Peace" (A Buddhist Vision for Renewing Society). 1991, ISBN 0-938077-78-3.
- Siam in crisis. (A Collection of Articles by Sulak Sivaraksa). Second edition 1990.
- A Socially Engaged Buddhism. Sathirakoses-Nagapradipa Foundation, Bangkok 1999, ISBN 974-260-154-2
- Global Healing (Essays and interviews on structural violence, social development and spiritual transformation). Thai Inter-Religious Commision for Development, Bangkok 1999
- Powers That Be : Pridi Banomyong through the rise and fall of Thai democracy. 1999
- Conflict, Culture, Change. Engaged Buddhism in a Globalizing World. 2005, ISBN 0-86171-498-9
- Socially Engaged Spirituality. (Essays in Honor of Sulak Sivaraksa on His 70th Birthday). Edited by David W. Chappell, 2003. ISBN 974-260-203-4
- La Sabiduría de la Sostenibilidad  (Economía Budista para el siglo XXI) Traducción al castellano del original "The Wisdom of Sustainability" . Ediciones Dharma 2011. ISBN 978-84-96478-60-2